# مولتن (دهانه)
مولتن یک دهانه برخوردی در ماه‌ است.

## دهانه‌های اقماری
این دهانه ۲ دهانه اقماری دارد.
| Moulton | عرض جغرافیایی | طول جغرافیایی | قطر          |
| ------- | ------------- | ------------- | ------------ |
| H       | ۶۱.۵° S       | ۱۰۰.۶° E      | ۴۴.۰ کیلومتر |
| P       | ۶۳.۹° S       | ۹۳.۵° E       | ۱۴.۰ کیلومتر |